# Faias
Faias é uma localidade da freguesia da Piedade, concelho das Lajes do Pico, ilha do Pico, arquipélago dos Açores.